# Lucky Town
Lucky Town je deseti studijski album Brucea Springsteena objavljen 1992., na isti dan kad i Human Touch.
Naslovna pjesma uvrštena je u trailer za film Lucky You. Pojavljuje se i u samom filmu.

## Popis pjesama
Tekstovi i glazba: Bruce Springsteen. 
| 1.    | »Better Days«             | 4:08 |
| 2.    | »Lucky Town«              | 3:27 |
| 3.    | »Local Hero«              | 4:04 |
| 4.    | »If I Should Fall Behind« | 2:57 |
| 5.    | »Leap of Faith«           | 3:27 |
| 6.    | »The Big Muddy«           | 4:05 |
| 7.    | »Living Proof«            | 4:49 |
| 8.    | »Book of Dreams«          | 4:24 |
| 9.    | »Souls of the Departed«   | 4:17 |
| 10.   | »My Beautiful Reward«     | 3:55 |
| 39:38 |                           |      |

## Popis izvođača
- Bruce Springsteen – gitara, razni instrumenti, vokali
- Gary Mallaber – bubnjevi
- Randy Jackson – bas na "Better Days"
- Ian McLagen – orgulje na "My Beautiful Reward"
- Roy Bittan – klavijature na "Leap of Faith", "The Big Muddy" i "Living Proof"
- Patti Scialfa – prateći vokali na "Better Days", "Local Hero" i "Leap of Faith"
- Soozie Tyrell – prateći vokali na "Better Days", "Local Hero" i "Leap of Faith"
- Lisa Lowell – prateći vokali na "Better Days", "Local Hero" i "Leap of Faith"
- Anton S. Trees - pomoćni tehničar
- Scott Hull – digitalni montažer
- Sandra Choron – omot
- Alexander Vitlin - fotografer
- James Wright - garderobijer
- David Rose – fotografija s omota

## Vanjske poveznice
- Tekstovi s albuma i audio isječci  Arhivirana inačica izvorne stranice od 2. prosinca 2003. (Wayback Machine)